# Музей живого мистецтва
Музей живого мистецтва (англ. The Living Art Museum ісл. Nýlistasafnið скор. Nýló) — некомерційний музей та виставкові зали для інноваційного та експериментального сучасного мистецтва в Рейк'явіку, Ісландія.
Музей колекціонує твори ісландських і зарубіжних художників, проводить виставки, а також бере участь в дискусіях про сучасні практики мистецтва.

## Історія

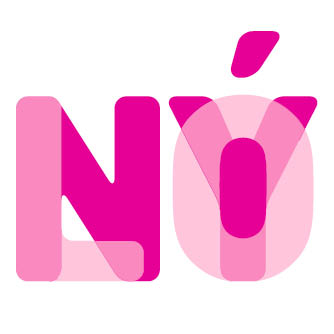
Логотип музею

Музей був заснований групою з 26 художників в 1978 році як перша некомерційна організація Ісландії, керована художниками. Спочатку він був задуманий як колекція для збереження творів мистецтва молодого покоління художників, які в той час були ігноровані громадськістю та владою. Засновники були групою різноманітних художників на різних етапах їх кар'єри, в основному пов'язаних з рухом Fluxus і концептуальним мистецтвом. 5 січня 1978 року стало історичним днем, коли відбулася інавгураційна зустріч, на якій була створена асоціація Living Art Museum Association, і були закладені основи для подальшого створення музею. З цього моменту Музей живого мистецтва зберіг початкову мету — створити платформу для прогресивних виставок і критичних дискусій про методи експериментального мистецтва. Рівна увага приділяється музеєм як для зборів власної постійної колекції, так і проведення виставок ісландських і зарубіжних художників.
Коли в 1981 році в музеї була організована власна галерея, він став місцем для проведення виставок, продовживши колекціонування художніх творів. Первісна колекція музею займала 30 квадратних метрів орендованих площ на Mjölnisholt 14. Потім музей зайняв 200 м² на першому поверсі в провулку Vatnsstígur 3b, де в жовтні 1983 був доданий ще один поверх. У 1989 році ісландський банк Islandsbanki придбав цей будинок і розірвав орендний договір, змусивши музей перемістити свої фонди в орендоване сховище на Þingholtsstræti 6. Рік по тому музей знову перебував на Vatnsstígur 3b і займав там 560 м² до 2001 року. У період з 2001 по 2004 рік організація недовго залишалася на Vatnsstígur 3, а в 2006 році переїхала в нове місце на вулиці Laugavegur 26.

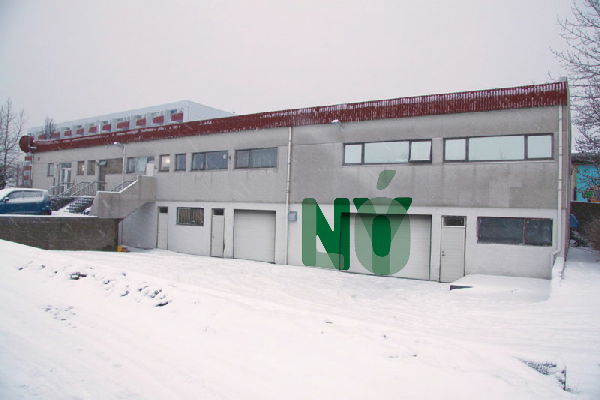
Будівля музею в Breiðholt

На початку червня 2014 року музей переїхав зі своєю колекцією, архівами та дослідницькими приміщеннями на Völvufell 13-21 в рейкьявікском районі Breiðholt. Протягом майже трьох років музей мав тимчасову галереєю на верхньому поверсі цієї будівлі, колишньої пекарні. На початку 2017 року Музей живого мистецтва переїхав на другий поверх The Marshallhouse, в район Harbor в центрі Рейк'явіка. Будівля була колишньої фабрикою по обробці та реконструйована архітектурною фірмою Kurt og Pí [Архівовано 25 листопада 2020 у Wayback Machine.]. В даний час тут знаходиться галерейний простір музею, компанія Kling & Bang і Студія Олафура Еліассона. Основна колекція музею продовжує залишатися в Breiðholt.

## Діяльність
Музей живого мистецтва фокусується на сучасному мистецтві з метою створення бази для художньої творчості і експериментів в образотворчому мистецтві. Крім проведення 6-8 виставок щорічно, він сприяє художньому прояву в різних формах: перформанс, екскурсії, шкільні відвідування і семінари.

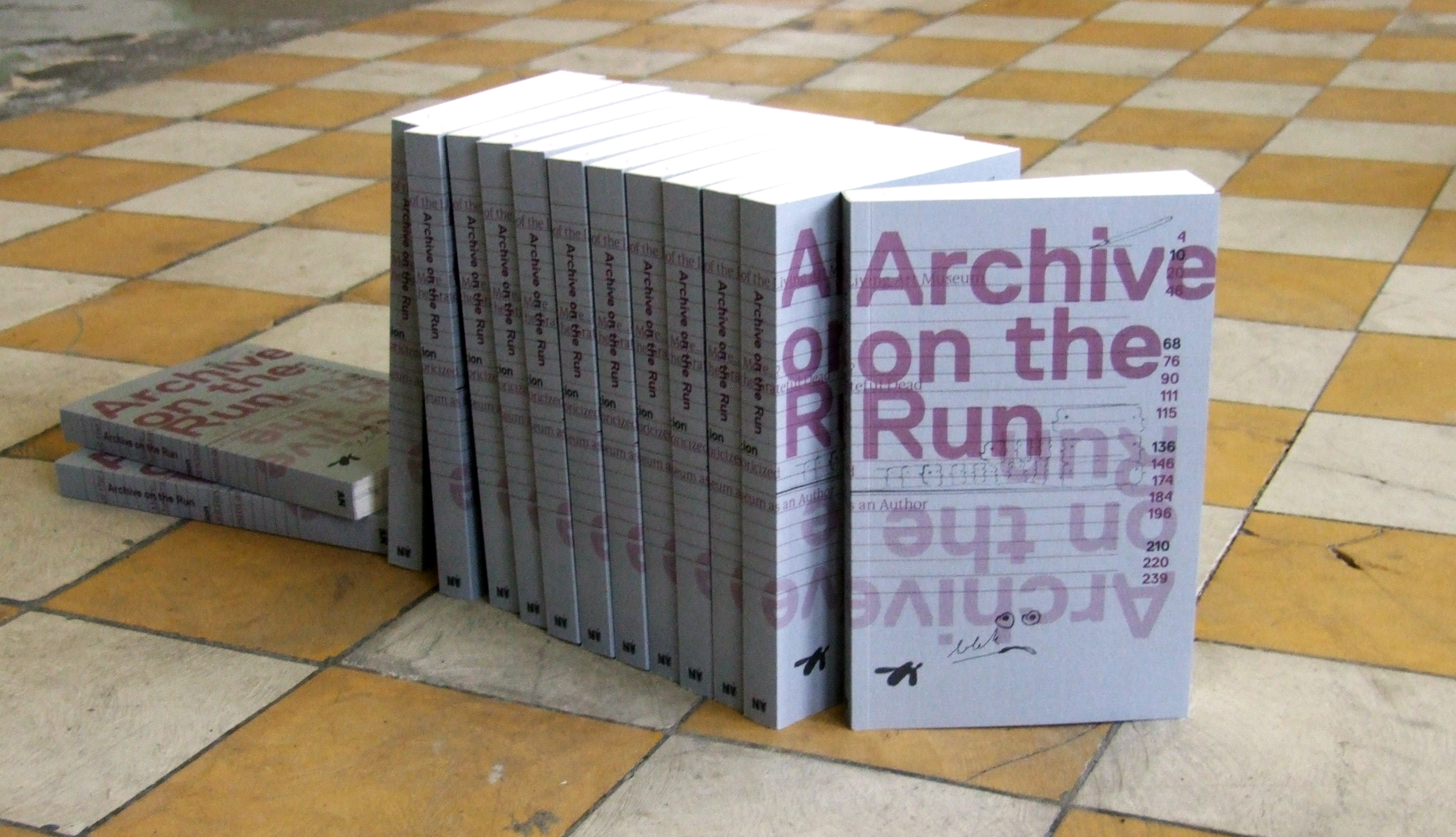
Archive on the Run

Архів музею являє собою збірник статей і документів, пов'язаних з музеєм і виставковою історією. Складається з каталогів, аудіо- та відеофайлів, листів, фотографій, фільмів і протоколів засідань; постійно розширюється. У ньому є доступна інформація про художників, виставках та інших подіях, пов'язаних з музеєм, також він служить джерелом для досліджень іншими організаціями. Музей бере участь в національних проєктах Performance Archive і Archive of Artist-run Initiatives, які проводять Міський архів Рейк'явіка, Ісландська художня академія, Ісландська телерадіомовна компанія і Музей кіно Ісландії. Музей опублікував численні каталоги художників і виставок, в числі яких: Nýlistasafnið 1978—2008; Archive on the Run; S7 — Suðurgata >> Árbær (ekki á leið) — Gallery Suðurgata 7; Bókin Án titils / Untitled.
Музей живого мистецтва управляється основною радою з п'яти чоловік і допоміжною радою з трьох осіб, які щорічно обираються. Кожен член ради може служити до двох років і працювати на добровільній основі. Підтримується і фінансується членами Музею живого мистецтва, Міністерством освіти, науки і культури, а також Міською радою Рейк'явіка. Музей співпрацює з іншими європейськими музеями і галереями. Він є учасником національних фестивалів Sequences Art festival і Reykjavík Art Festival.

## Колекція
В даний час в ній знаходиться близько 2 300 творів мистецтва з 1950 року по теперішній час. Колекція частково була придбана за рахунок пожертвувань, в тому числі робіт ісландських художників. У колекції є твори ісландських художників — Кристьян Гудмундссон , Рагнар К'яртанссон , Sigurður Guðmundsson, Hildur Hákonardóttir, Ásta Ólafsdóttir, Birgir Andrésson, Brynhilður Þorgeirsdóttir, Egill Sæbjörnsson, Finnbogi Pétursson, Ólafur Lárusson, Rúna Þorkelsdóttir, Tumi Magnússon, Ragna Hermannsdóttir, Hreinn Friðfinnsson, Magnús Pálsson, Hulda Vilhjálmsdóttir, Finnbogi Pétursson і Helgi Þorgils Friðjónsson, а також іноземних — Дітер Рот, Карстен Хеллер, Дороті Янноне, Доуе Ян Баккер (Douwe Jan Bakker [Архівовано 15 вересня 2017 у Wayback Machine.]), Джон Кейдж, Франц Граф , Джон Армледер, Йозеф Бойс, Метью Барні, Мередіт Монк, Річард Гамільтон і Робер Філью.
Пошук музейних робіт можна здійснити на сайті системи Сарпюр.